# North By Current
North By Current ist ein Film von Angelo Madsen Minax, der im Juni 2021 beim Tribeca Film Festival und bei den Internationalen Filmfestspielen Berlin vorgestellt wurde. Der Regisseur rollt in seinem Film die Geschichte um den Tod seiner 19 Monate alten Nichte neu auf und zeigt die Folgen der Verhaftung seines Schwagers wegen Mordes und der anschließenden Gerichtsverhandlung für seine Familie.

## Vorgeschichte und Inhalt

### Vorgeschichte: Der Tod Kallas
Am 13. Februar 2013 zogen Jesse Fisher und ihre kleine Tochter Kalla zu David Ferris in sein Haus in der Wheeler Street in Cadillac. Als David an einem der folgenden Tage bemerkte, dass das Mädchen die Treppe hinuntergefallen war, schien erst alles in Ordnung zu sein. Ihre Mutter brachte sie am nächsten Morgen in die Kindertagesstätte. Als eine Tagespflegerin Jesse von Blutergüssen am Kopf des Kindes berichtete, verließ sie die Arbeit und brachte ihre Tochter in eine Notaufnahme. Das Krankenhaus informiert den Kinderschutzdienst über einen möglichen Kindesmissbrauch. Am 16. Februar 2013 starb das kleine Mädchen im Mercy Hospital Cadillac, dem heutigen Munson Healthcare Cadillac Hospital. Mit Kallas Autopsie wurde Dr. Joyce de Jong, ein beim Defendant Sparrow Health System tätiger forensischer Pathologe, beauftragt. Diese führte er am 17. Februar 2013 in Anwesenheit zweier Assistenten und Todd Golnick, eines Detectivs der Polizei von Cadillac, durch.
David wurde daraufhin verhaftet, weil er das 19 Monate alte Kind getötet haben soll. Der Fall wurde vor dem Wexford County Circuit Court verhandelt. Eine Unterbrechung des Falls erfolgte im September 2014, als der renommierte forensische Pathologe und Neuropathologe LJ Dragovic eine Pro-Bono-Überprüfung des Falls durchführte, weil David sich wieder an Kallas Sturz die Kellertreppe hinunter erinnerte. Er erkannte viele "Fehler und Auslassungen" in der Autopsie und stellte fest, dass das Mädchen "an einer Bronchopneumonie gestorben ist, die ihr Kopftrauma verkomplizierte" und die Verletzungen nicht erst Stunden vor ihrem Tod hätten auftreten können. Sein Bericht wurde an die Staatsanwaltschaft von Wexford County übermittelt, die die Anklage am 13. November 2014 fallen ließ. Am 29. Juni 2015 reichten David und Jesse Klage beim US-Bezirksgericht in Grand Rapids ein. Ihr Anwalt Kevin Stoops schrieb darin: "Der Schaden, der Ferris' Ruf zugefügt wurde, heilte nicht durch die Abweisung der Strafanzeige."

### Die Aufarbeitung ihres Todes

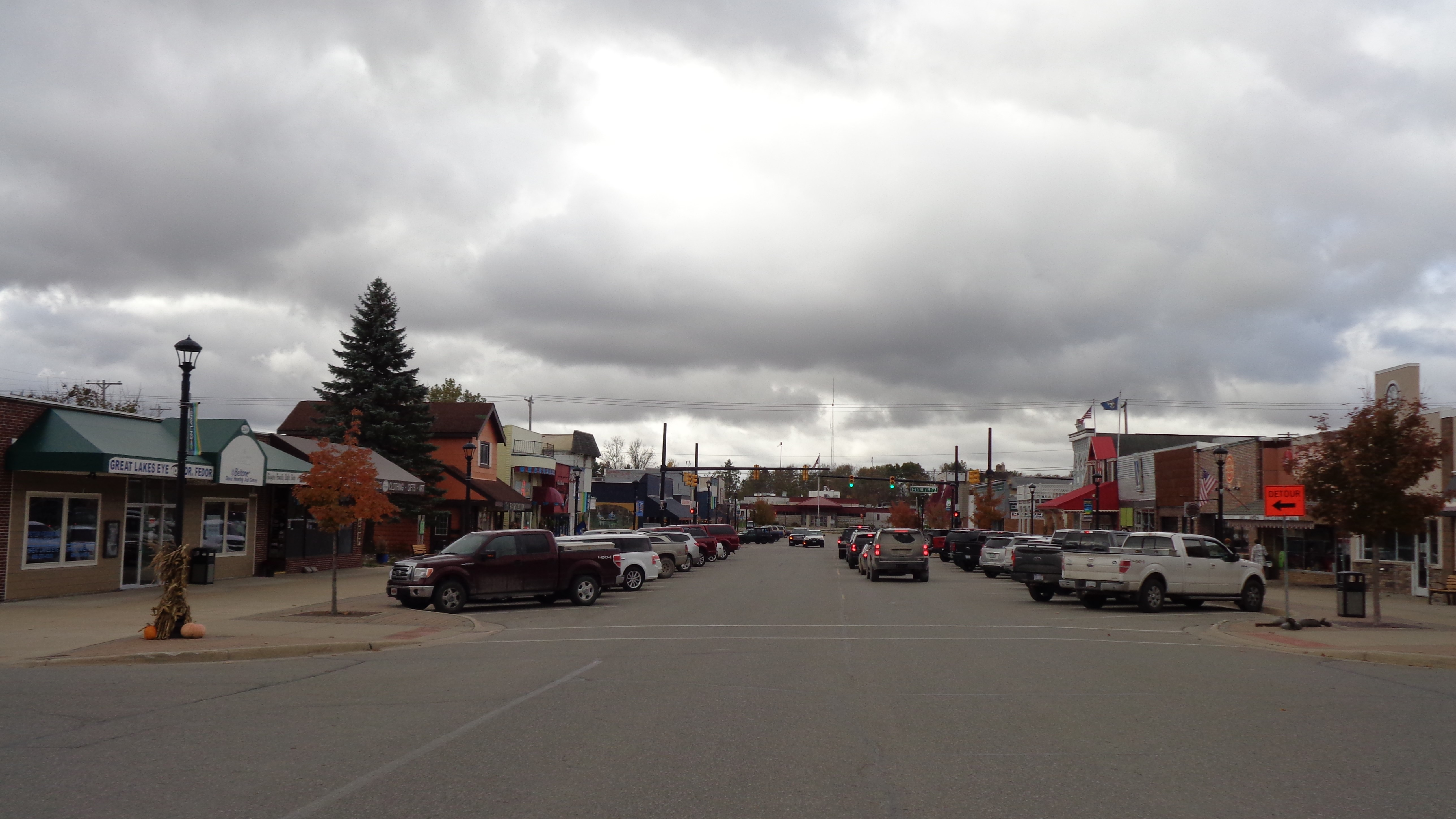
David und Jesse Ferris zogen nach Kallas Tod und ihrer Hochzeit nach Grayling, rund 44 Meilen von Cadillac entfernt

Das Paar, das kurz nach dem Tod des Mädchens geheiratet hatte, zog später nach Grayling, rund 44 Meilen von Cadillac entfernt. Drei Jahre nach Kallas ungeklärten Tod kehrt ihr Onkel, der Künstler und Filmemacher Angelo Madsen Minax, zurück in die Heimat seiner mormonischen Familie, eine Kleinstadt in Michigan.
Es ist Weihnachten 2016, als der Regisseur in das verschneite Grayling kommt, das genau zwischen dem Nordpol und dem Äquator liegt, wie er erklärt. Sein Vater hat in dem Sägewerk, in dem er arbeitet, überall Fotos von allen Familienmitgliedern angebracht. Der Regisseur geht mit ihm, der Mutter und seiner Schwester Jesse in einen Diner essen. Noch scheinen sie nicht bereit, vor der Kamera sprechen zu wollen. Zuhause fällt ihnen das ein wenig leichter, und so erzählen seine Eltern, wie sie den Tag erlebten, an dem ihr Enkelkind starb, wie Tochter Jesse sie anrief und wie nach der Autopsie ein zweiter Alptraum für sie alle begann. Angelos Schwager David erzählt, dass man seinen Aussagen  damals natürlich weniger Glauben schenkte, als  denen der fünf Ärzte, besonders weil er einmal im Gefängnis saß. Überall im Ort hörte er Menschen, die von ihm als Baby-Mörder sprachen. Auch Jesse rückte in den Fokus der damaligen Ermittlungen, weil sie fest von der Unschuld ihres Mannes überzeugt war und zu ihm stand.
Im Jahr 2017, drei Jahre nach dem Tod der kleinen Kalla, haben Jesse und David drei Kinder. Ein Jahr später erzählt David bei einem Bier in der Kneipe, wie er aufwuchs und wie sehr das Umfeld, in dem er groß wurde, von dem klassischen Bild von Männlichkeit geprägt war. Angelos Vater glaubt, dass die Fortpflanzung das höchste Ziel ist, nach dem der Mensch streben sollte. Folglich ist jemand, der nicht zur Reproduktion der menschlichen Spezies beiträgt, auch weniger wert. Im Jahr 2019 haben Jesse und David ein weiteres Kind bekommen. Hinter Angelos Schwester liegen nicht nur vier Jahre Dauerschwangerschaft, sondern auch eine Auseinandersetzung mit David, bei der dieser handgreiflich wurde. Dabei hat sie einen Zahn verloren. Sie haben sich daraufhin getrennt. Angelo gibt zu, dass er sich verantwortlich fühlt für das, was Jesse in ihrem Leben widerfahren ist, und seiner Mutter geht es genauso.

### Das Gespräch mit den Eltern
Im Jahr 2020 stellt Angelo seiner Mutter eine Frage, die er ihr schon so lange stellen wollte. Sie erklärt ihm, dass sie den Menschen liebt, der er heute ist und bittet ihn um Verzeihung, dass sie das nicht früher zum Ausdruck brachte. Der Vater erzählt, wie die Mutter auch vor der Kirchengemeinde nicht nur von dem erzählte, was Jesse im Leben passiert ist, sondern auch über ihren Sohn ganz offen redete und sie beide immer verteidigte. Der Regisseur hört daraufhin auf, weitere Fragen zu stellen. Er verlässt Grayling und fährt zurück.

## Produktion

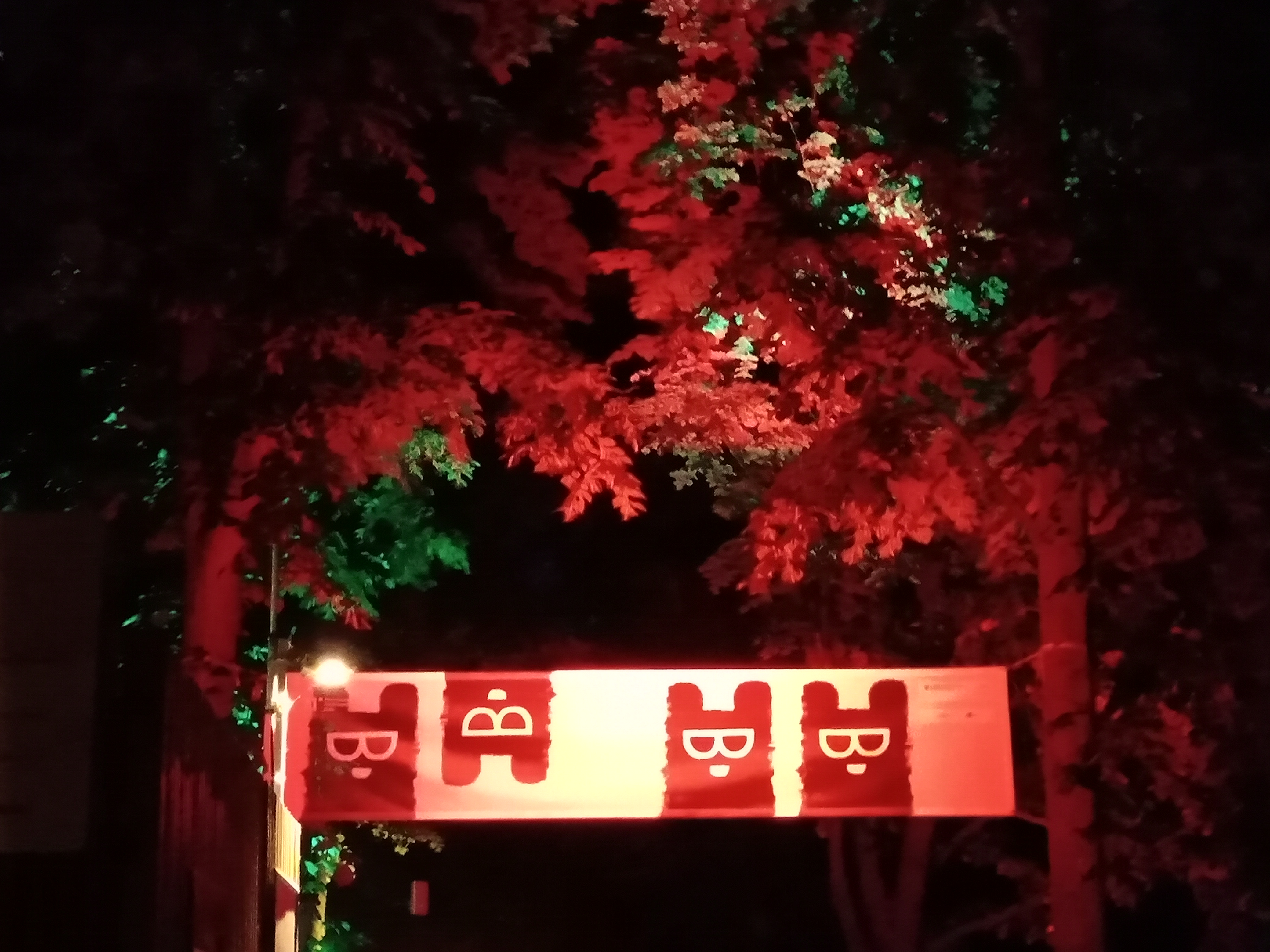
Die Deutschlandpremiere erfolgte im Juni 2021 beim Berlinale Summer Special im Freiluftkino Kreuzberg

Regie führte Angelo Madsen Minax, der auch das Drehbuch schrieb, Kamera führte und den Filmschnitt verantwortete. Er wurde mormonisch erzogen und ist Transgender. Die Dreharbeiten für North By Current nahmen fast fünf Jahre in Anspruch. In dieser Zeit führte er auch Gespräche mit seinen Eltern Pamela und Fred Fisher, die auch die Großeltern der kleinen Kalla sind. Durch diese Gespräche hatten seine Eltern angefangen, sich selbst zu beobachten und waren gezwungen, ihre Vorstellung vom „American Dream“ ebenso in Frage zu stellen, wie ihre religiösen Überzeugungen, wozu auch das Akzeptieren ihres Sohnes als das was er ist gehörte, was für Minax ein herausragendes Beispiel der Kraft menschlicher Liebe darstellt.
Eine erste Vorstellung in Deutschland erfolgte am 17. Juni 2021 im Rahmen des Open Air stattfindenden Berlinale Summer Special. Kurz zuvor wurde er beim Tribeca Film Festival vorgestellt. Mitte August 2021 wurde er beim Outfest in Los Angeles vorgestellt. Im November 2021 wird er beim Cork International Film Festival gezeigt. Im März 2022 wird er beim London LGBTQIA+ Film Festival vorgestellt. Die US-amerikanischen Übertragungsrechte des Films liegen beim Independent Public Broadcasting Service P.O.V.

## Rezeption

### Kritiken
Von den bei Rotten Tomatoes aufgeführten Kritiken sind 92 Prozent positiv.

### Auszeichnungen
Der Film gelangte in eine Shortlist der International Documentary Association für die IDA-Awards. Im Folgenden weitere Auszeichnungen und Nominierungen.
Camden International Film Festival 2021
- Auszeichnung mit dem Harrell Award[15]

Internationale Filmfestspiele Berlin 2021
- Nominierung für den Berlinale Dokumentarfilmpreis
- Nominierung für den Teddy Award[16][17]

Krakowski Festiwal Filmowy 2021
- Nominierung im International Documentary Competition
- Lobende Erwähnung im International Documentary Competition[18][19]

Tribeca Film Festival 2021
- Nominierung in der Sektion Viewpoints[20]

Valladolid International Film Festival 2021
- Nominierung als Bester Dokumentarfilm (Angelo Madsen Minax)[21]